# Kebechet
Kebechet è una divinità egizia appartenente alla religione dell'antico Egitto, dea primordiale di questa mitologia. Il suo nome in geroglifici è scritto Qeb-Hwt, ed è traslitterato anche in Kebhut, Kebehut, Qébéhout, Kabechet e Kebawet.
| W16 | X1 | I12 · H6 · R12 |

Era la deificazione del liquido dell'imbalsamazione. Il suo nome significa "Colei che versa l'acqua fresca" ed è citata nei Testi delle piramidi. Tale liquido era visto come figlia di Anubi, nell'area dove si considerava che Kebechet esisteva, e di conseguenza Kebechet era come sua figlia.
Come deificazione dell'imbalsamazione, lei era vista come la dea della freschezza e della purificazione attraverso l'acqua. Come tutti i concetti femminili dal sistema del credo d'Ogdoade, Kebechet era descritta come un serpente con un corpo di stelle, o semplicemente come donna con il capo di un serpente, benché in casi rari viene immaginata come uno struzzo, che era rappresentativo di Maat (purezza).
Accompagnava il sovrano defunto nel viaggio verso l'Oltretomba e lo ristorava quando giungeva nella Duat.
Il suo culto ebbe breve durata e non acquisì popolarità.